# Diapason (Zeitschrift)
Diapason ist eine monatlich erscheinende französische Zeitschrift für klassische Musik. Mit dem „Diapason d’or“ (französisch für Goldene Stimmgabel) werden jeden Monat herausragende Aufnahmen ausgezeichnet, Ende des Jahres wird den besten daraus ein „Diapason d’or de l’année“ verliehen.

## Geschichte
Die Zeitschrift wurde 1952 in Angers von Georges Chérière, Inhaber eines Schallplattenladens, als achtseitiges regionales Magazin unter dem Namen Diapason donne le ton dans l’Ouest gegründet. Ab 1956 erfolgte die Verbreitung national, das Magazin nannte sich nun Diapason – la revue du disque microsillon. Die erste Nummer vom Januar 1956 war hauptsächlich Robert Casadesus gewidmet. Die Zeitschrift behandelte zunächst ausschließlich Schallplatten jedwelchen Genres (sowohl Sylvie Vartan oder Gilbert Bécaud als auch Ferenc Fricsay oder Samson François). Dieser generalistische Ansatz wich allmählich einer Spezialisierung, und Diapason wurde zum französischen Magazin für klassische Musik, öffnete sich der Welt der Konzerte, Opern und Festivals und bietet auch Hi-Fi viel Platz.
1986 verkaufte Chérière die Zeitschrift und gründete zwei Jahre später in Konkurrenz zu Diapason ein monatliches Verzeichnis der CDs, das Répertoire des disques compacts. Diapason fusionierte mit der Konkurrenzzeitschrift Harmonie und nannte sich nun unter dem neuen Chefredakteur Yves Petit de Voize Diapason-Harmonie. Mit der stürmischen Entwicklung der CD erlebte Diapason-Harmonie eine erfolgreiche Zeit, ging von Schwarzweiß- zu Farbdruck über, erhöhte den Mitarbeiterbestand und trug dazu bei, eine ganze Generation von Interpreten bekannt zu machen. 1997 wurde Christophe Capacci Chefredakteur; trotz seiner kurzen Amtszeit machte er sich einen Namen als Rezensent.
1998 wurde Jean-Marie Piel zum Chefredakteur ernannt, nachdem er mehrere Jahre lang die Hi-Fi-Abteilung geleitet hatte. Unter seiner Leitung festigte Diapason seine Führungsposition im Vergleich zu seinen Konkurrenten. Das Layout wurde modernisiert, das Team durch neue Autoren erweitert. Die Zeitschrift hieß nun wieder Diapason mit dem Untertitel „le magazine de la musique classique“. Im Januar 2006 konnte das Magazin sein fünfzigjähriges Bestehen mit mehr als 550 erschienenen Ausgaben feiern.
Seit Januar 2007 ist Emmanuel Dupuy, Absolvent des Institut d’études politiques de Paris und Preisträger der Académie Prisma Media, Chefredakteur von Diapason. Er war zuvor seit 1998 Stellvertreter und engster Mitarbeiter seines Vorgängers. Er setzt die während der vergangenen Jahre durchgeführten Entwicklungen fort.
Diapason ist heute das meistgelesene Magazin für klassische Musik in Frankreich und wird auf der ganzen Welt vertrieben (u. a. in den USA, in Kanada, Belgien, der Schweiz, Luxemburg). Alle Genres zusammengenommen, ist es das drittplatzierte französische Musikmagazin hinter Les Inrockuptibles und Rock & Folk.

## Profil

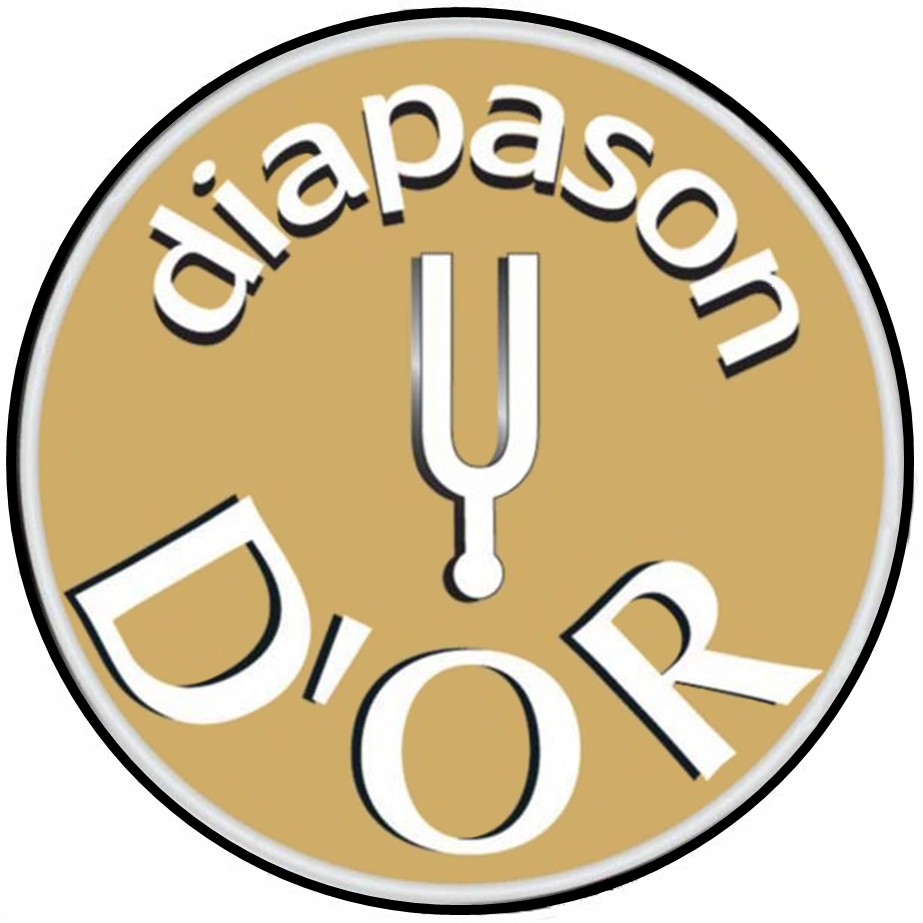
Logo des Diapason d’or

Jeden Monat überprüfen Diapason-Spezialisten rund 200 Discs klassischer Musik (CDs und DVDs) und bewerten sie mit einem bis zu fünf Diapasons. Den herausragendsten verleihen sie einen „Diapason d’or“. Eine jeweils der Zeitschrift beiliegende CD enthält Aufnahmen der ausgezeichneten Discs. Aus der monatlichen Bestenliste werden zusätzlich von den Musikkritikern von Diapason und France Musique die Preisträger des „Diapason d’or de l’année“ gewählt und jeweils Ende November gewürdigt. 2020 wurden 17 „Diapason d’or de l’année“ verliehen.
Das Magazin ist auch bekannt für seine Tests und Besprechungen im Bereich High Fidelity. Jedes Jahr erscheint eine Sonderausgabe, in der die besten Hi-Fi-Produkte (Verstärker, Kopfhörer, Lautsprecher, CD-Player usw.) aufgeführt sind. Auch ihnen wird ein „Diapason d’or“ verliehen. 2020 erhielten 83 Geräte die Auszeichnung.
Gleichzeitig wählt und kommentiert Diapason jeden Monat die wichtigsten Konzerte und Festivals in Paris und in den Regionen. Jedes Jahr bietet das Magazin seinen Lesern drei Beilagen zu Musikprogrammen an (Leitfaden für Festivals, für Opern und für Konzerte).
Zu den wichtigsten Mitarbeitern der Zeitschrift zählen die Musikhistorikerin Catherine Cessac sowie als freie Mitarbeiter der Musikkritiker und Schriftsteller Benoît Duteurtre und der Musikwissenschaftler Gilles Cantagrel. Freie Mitarbeiter waren auch der 1996 verstorbene, belgisch-französische Musikwissenschaftler Carl de Nys und der 1997 verstorbene französische Komponist André Boucourechliev.

## Rubriken
Das Magazin enthält jeden Monat sechs Hauptrubriken, meist mit jeweils mehreren, teils ständigen Unterrubriken:
- Actualités
  - Emmanuel Dupuy: L’éditorial
  - Benoît Fauche: Coulisses

- Magazine
  - Palmarès: Diapason d’or de l’année 2020
  - Histoire: L’Opéra Royal de Versailles
  - Bonnes feuilles: Notes légères
  - L’œuvre du mois: Ceremony of Carols de Britten
  - L’air du catalogue: Les fours à l’opéra
  - Ivan A. Alexandre: La chronique

- Spectacles
  - Vu et entendu

- Le disque

- Le son
  - Nouveautés hi-fi
  - Écoute critique: Pro-Ject Debut Carbon Evo
  - Banc d’essai: 13 objets connectés de 399 € à 11.200 €

- Le guide
  - Radio & Télévision
  - Instruments
  - Livres
  - Ophélie Gaillard: Les disques de ma vie